# 1972-es nicaraguai földrengés
Az 1972-es nicaraguai földrengés húszezer áldozatot követelő természeti katasztrófa volt. A Richter-skála szerinti 6,3-es erősségű rengés december 23-án 23 óra 23 perckor rázta meg Managua környékét. A rengések következtében 13 négyzetkilométeres területen valamennyi lakóház összedőlt, de messzebbi területeken is jelentős pusztítást okozott.

## Története
1972-ben Managuában élt Nicaragua lakosságának mintegy egyötöde, azaz négyszázezer ember. Bár a földmozgás nem számított nagy méretűnek, az epicentruma a város melletti Managua-tó körzetében volt, mindössze néhány száz méterre a Managua határától. A helyzetet súlyosbította számos tényező, miszerint a nicaraguai főváros talajának túlnyomó része a korábbi vulkáni kitörésekből származó hamuból származik, a lakóházakat pedig gyenge minőségű és törékeny anyagokból építették, valamint a tó vize földrengéskor mini-szökőárként zúdult rá több partszakaszra. Ez a gyilkos kombináció csak tetézte a szeizmikusan igen aktív területre épült város katasztrófáját.
A romok alatt húszezer ember lelte halálát, miközben negyedmillió másik hontalanná vált. Azoknak is menekülniük kellett, akiknek nem rombolta le otthonát a természeti katasztrófa, mert a víz-, és áramszolgáltatás az első rengések közben megszűnt, valamint az utórengések további veszélyt jelentettek. Miután világossá vált, hogy a helyzet tarthatatlan, a rendőrség és a Nemzeti Gárda megkezdte a város teljes kiürítését: a hatóságok az intézkedésektől azt is remélték, hogy elejét tudják venni a fosztogatásoknak, – és ami az időjárási viszonyokat és a helyi egészségügyi rendszert ismerve nem meglepő, – a járványoknak. A 250 ezer ember nagy részét nem volt hol elszállásolni: ideiglenesen sportlétesítményekben, parkokban, iskolákban helyezték el őket a Managua környékén fekvő városokban, amelynek létszáma néhány nap alatt megduplázódott.

## Következményei
Mivel a város négy kórháza is megsemmisült, és a fegyveres erők létszáma sem volt elegendő egy ekkora méretű csapás kezelésére, a hatóságok utasítására tömeges halottégetéssel próbálták meg útját állni a járványoknak. A fosztogatásokat viszont nem sikerült elkerülni: amit nem pusztított el a földrengés, az elvitték az emberek, sőt egyes források szerint Somoza személyesen adott engedélyt a Nemzeti Gárdának, hogy fegyvereseik minden értéket összeszedhessenek Managua romjai közül.
Nicaragua gazdaságára megsemmisítő csapást jelentett a földrengés, miután az ország legjelentősebb gazdasági egységei a város központjában csoportosultak – a nagykereskedelmi szektor 50%-a, a magánvállalkozások telephelyeinek 90%-a, a kisüzemek 70%-a pusztult el. A multinacionális vállalatok és Somoza üzemeinek nagy része azért menekülhetett meg, mert a városon kívül, sziklás talajú területre épültek. A város belső részén két épület maradt állva: a modern Nemzeti Színház, a Hotel Intercontinental, és a Bank of America székháza. 
A földrengés több mint egymilliárd dolláros kárt okozott. Ez ugyan nemzetközi mércével nem tűnik nagy összegnek, de figyelembe véve, hogy Nicaragua nemzeti összterméke 1972-ben mindössze 760 millió dollár volt, az állam költségvetése pedig épphogy elérte a 120 millió dollárt, ez roppant nagy összeg. Nicaraguát a hetvenes évek elején száz éve nem tapasztalt aszály is sújtotta, így az élelmiszerkészletek már a földrengés előtt megcsappantak.
A nemzetközi közösség, kormányok és független szervezetek nem haboztak a segítségnyújtással és rövid időn belül élelmiszer és orvosi szállítmányok érkeztek az országba. Több mint 25 ország ajánlott fel jelentős anyagi segítséget a földrengés áldozatainak és a halottak hozzátartozóinak, azonban ma sem tudni pontosan, mennyi pénz érkezett az országba. Egyes becslések szerint a végösszeg elérte a 10 millió dollárt. Olyan nagy számban érkeztek a segélyszállítmányok a managuai reptérre, hogy problémákat okozott az élelmiszerek, a takarók, gyógyszerek, kötszerek, sátrak és építőanyagok fogadása, kirakodása és tárolása. 
Csakhogy a nemzetközi segítség nem jutott el a rászorulóknak: a pénz Anastasio Somoza számláira került, míg a segélyszállítmányok a Nemzeti Gárdánál kötöttek ki. Somoza rögtön átvette a kormány által létrehozott válságkezelő bizottság vezetését, így gyakorlatilag a külföldről érkező javak mind az ő apparátusához kerültek. Olyan is előfordult, hogy a Nemzeti Gárda katonái pénzért árulták a segélyeket a nicaraguaiaknak. A visszaéléseknek külföldön is terjedt a híre. Így történt meg, hogy a Puerto Rico szigetéről származó Roberto Clemente híres baseball játékos, miután hírt kapott a Somoza-rezsim ténykedéséről, közvetlenül próbált segélyt eljuttatni a rászorulóknak, de útban Nicaraguába repülőgépével a tengerbe zuhant. Miután egyre nagyobb számban tűntek fel a feketepiacon az igen borsos áron árusított segélycsomagok, több donor ország azonnal felfüggesztette a szállítást. Még az amerikai sajtó is elismerte, hogy a Somoza-rezsim mindent magának tett el, és szinte semmi nem jutott a több százezer nélkülözőnek.

## Managua ma
Managua teljes helyreállítására azóta sem került sor. A városközpontban kizárólag földszintes házak vannak a széles utcákban, amelyeknek még csak nevük sincsen. Egy rendelet szerint legfeljebb háromszintes épület emelhető, de pénz híján csak egy szűk réteg engedheti meg magának a nagyobb beruházást: a gazdagabbak inkább a Managua melletti dombvidékre költöznek. A kilencvenes évek második felében az Intercontinental szálloda és a belváros közötti területre épült bevásárlóközpont is csak úgy kaphatta meg az építési engedélyt, hogy a földrengés-biztonsági előírásokat betartották, és a tervekbe belekalkulálták egy jelentős mozgás kockázatát. Az óvatosság azért is indokolt, mert Managuát 1885-ben és 1931-ben ugyancsak földrengés tarolta le. 
A legszerényebb becslések szerint egymilliárd dollárra és legalább tíz év kemény munkára lenne szükség Managua újjáépítéséhez. Ehhez azonban elengedhetetlen a külföldi tőke; a Managua melletti egyik dombon magasodó Sandino-szobor és a bizonytalan politikai helyzet azonban nem csábítja az országba a befektetőket.
A korábbi tapasztalatok miatt többször fölmerült a főváros áthelyezésének gondolata, amelyet a külföldi geológusok is javasoltak, és Somoza, Agüero vezette ellenzékének berkeiben ugyancsak támogatásra talált. Csakhogy az elnök erről hallani sem akart, főleg saját gazdasági érdekei miatt, Managua jó része ugyanis ekkorra már birodalmának szerves része volt: a város határában húzódó feldolgozóipari, kereskedelmi, szállítási vállalatok, a belvárosi lakóházak, üzletek túlnyomó többsége kötődött az ekkorra már 500 millió dollárra becsült vagyonhoz. 

## Somoza lépései
Somoza politikai céljaira is felhasználta a természeti katasztrófát. Ennek első lépéseként lemészároltatott 150 politikai foglyot, akik egy managuai börtönben raboskodtak. „Azért kellett agyonlőni őket, mert menekülni próbáltak” – állt a hivatalos közleményben. Ezután rendkívüli állapotot vezetett be azzal az indokkal, hogy a kormányzat így jobban irányíthatja az újjáépítést. Korlátozták a sajtó működését, és a média kizárólag a hivatalos, illetve a kormány által ellenőrzött információkat adták tovább, az egyetlen ellenzéki újságot pedig betiltották. A katasztrófa következményeinek felszámolására létrehozott bizottság élére ugyancsak Somoza került. 
A káosz és az ostromállapot miatt Agüeronak esélye sem maradt arra, hogy a korábbi megállapodásnak megfelelően átvegye a hatalmat, 1974-re biztossá vált Somoza elmozdíthatatlansága. Az elnök az alkotmány újabb módosítása után ismét indulhatott a posztért, amelyet a betiltott ellenzéki pártok felhívására a szavazástól távol maradók óriási száma miatt könnyedén megőrizhetett. 
A földrengést követő súlyos visszaélések további 300 millió dollárral gyarapították a Somoza-klán családi vagyonát.